# Cryptobatrachus
A Cryptobatrachus  a kétéltűek (Amphibia) osztályába, a békák (Anura) rendjébe és a Cryptobatrachidae családba tartozó nem.
Egyes rendszertanok a Cryptobatrachidae családot, így a Cryptobatrachus nemet is a Hemiphractidae család részének tekintik.

## Rendszerezés
A nembe az alábbi három fajt sorolják:
- Cryptobatrachus boulengeri
- Cryptobatrachus fuhrmanni
- Cryptobatrachus nicefori